# Sophronica pretiosa
Sophronica pretiosa är en skalbaggsart som beskrevs av Stefan von Breuning 1959. Sophronica pretiosa ingår i släktet Sophronica och familjen långhorningar.
Artens utbredningsområde är Kenya. Inga underarter finns listade i Catalogue of Life.